# Клофелін (пісня)

«Клофелін» — пісня Ігоря Мельничука, гурту «Брати Гадюкіни», яка побачила світ у 1996 році у альбомі Щасливої дороги.

## Історія створення
У той час як Сергій Кузьмінський проходив лікування в Бельгії, на початку 1994 року група зібралася без лідера і записала кілька пісень. Влітку 1994 року Кузьмінський приєднався до складу. За участю бек-вокалісток Юлії Донченко та Лілії Павлик у студії Романа Люзана «Галмлин» команда записала третій альбом «Було не любити», який за шість місяців випустила на компакт-диску компанія «Caravan CD». Оформлення здійснив львівський художник Орест Макота.
У той час загострилася внутрішня криза, пов'язана з творчою конкуренцією Кузі і Андрія Партики. Наприкінці 1994 року Партика з Юлією Донченко залишають гурт і створюють дует Гавайські гітари. На місце Партики на початку 1995 року взяли Геннадія «Гешу» Верб'яного, гітариста львівської групи Рудольф Дизель. Після того, як до армії забрали саксофоніста Богдана Юра, «Брати Гадюкіни» в 1995 році переїжджають до Києва. Десь тоді розпрощалися і з продюсером Оленою Мархасьовою.
У Києві на студії «Комора», починаючи з грудня 1995 року, записують четвертий альбом «Бай, бай, мила», а заодно переписують на CD альбом «Всьо чотко!». На жаль, обох релізів довелося чекати довго: «Бай, бай…» під назвою «Щасливої дороги» вийшов на касетах у 1996 році.

## Клофелін у медицині
Клофелін(Клонідин) медичний препарат, що застосовується в основному для лікування глаукоми та артеріальної гіпертензії. 

У 1980 — 1990-х очні краплі (за рахунок високої концентрації речовини) застосовувались у кримінальних цілях із снодійною метою. Періодично траплялись смертельні випадки. На даний момент у зв'язку з суворішим обігом даної форми (на даний момент в Україні не зареєстрована взагалі) випуску частота отруєння суттєво зменшилась. У таблетованій формі дозування суттєво менше.